# John Key
John Phillip Key (9. kolovoza 1961.) je 38. predsjednik vlade Novog Zelanda i predsjednik Nacionalne stranke Novog Zelanda. 
John Key je rođen u Aucklandu. Njegov otac se nakon Drugog svjetskog rata doselio na Novi Zeland iz Velike Britanije, a majka mu je podrijetlom Židovka koja se doselila iz Austrije. Odrastao je u Christchurchu. Godine 2002. postao je zastupnikom u novozelandskom parlamentu, a 2006. postaje vođom oporbe pa do 2008. godine. Od 2008. do 2016. bio je predsjednik vlade Novog Zelanda.